# ニコラス (DD-311)
|          |                                                  |
| 艦歴     |                                                  |
| 発注     |                                                  |
| 起工     | 1919年1月11日                                    |
| 進水     | 1919年5月1日                                     |
| 就役     | 1920年11月23日                                   |
| 退役     | 1923年10月26日                                   |
| その後   | 1923年9月8日に沈没                               |
| 除籍     | 1923年11月20日                                   |
| 性能諸元 |                                                  |
| 排水量   | 1,190トン                                        |
| 全長     | 314 ft 5 in (95.83 m)                            |
| 全幅     | 31 ft 8 in (9.65 m)                              |
| 吃水     | 9 ft 3 in (2.82 m)                               |
| 機関     | ギアード・タービン                               |
| 最大速   | 35ノット (65 km/h)                               |
| 乗員     | 士官、兵員95名                                   |
| 兵装     | 4インチ砲4門 3インチ砲1門 21インチ魚雷発射管12門 |

ニコラス (USS Nicholas, DD-311) は、アメリカ海軍の駆逐艦。クレムソン級駆逐艦の一隻。艦名はアメリカ海兵隊の前身とされる大陸海兵隊の総司令官であったサミュエル・ニコラスに由来する。

## 艦歴
ニコラスは1919年1月11日にカリフォルニア州サンフランシスコのベスレヘム造船で起工する。1919年5月1日にイーディス・バリーによって命名、進水し、1920年11月23日にメア・アイランド海軍工廠で艦長H・B・ケリー少佐の指揮下就役した。
太平洋艦隊予備役駆逐艦隊に配属されたニコラスは、1920年12月17日にメア・アイランドを出航、カリフォルニア州サンディエゴに向かい20日に到着する。同地で縮小配備状態のまま1922年まで留まり、1923年2月6日に第11駆逐戦隊の一部として出航し、パナマ運河地帯での統合艦隊作戦に参加する。20日後にバルボアに到着し、その後3月末まで戦術、戦略訓練を行い、4月11日にサンディエゴに帰還した。6月25日から8月31日までニコラスは第11駆逐戦隊と共にワシントン州沖合に巡航し、タコマ、ポート・アンジェルス、シアトルを訪問、ハーディング大統領の乗ったヘンダーソン (USS Henderson, AP-1) の護衛として7月27日にシアトルに到着した。その後ニコラスは8月後半まで第3戦艦隊と共に艦隊演習を行い、31日にサンフランシスコに到着した。
9月8日の08:30に、ニコラスはE・H・ワトソン大佐が指揮する第11駆逐艦隊と共に母港へ向けて出航した。艦隊はデルファイ (USS Delphy, DD-261) が先導していた。太平洋岸を高速機関巡航を行っていた艦隊は、サンタバーバラ海峡へ接近したため21:00にコースを変えた。21:05にデルファイはポイント・ペダーナルズで座礁した。同海域は船員達に悪魔の顎として知られていた。旗艦より警告信号が発せられたが、海岸の地形により駆逐艦隊の残りの艦はその信号を確認することができず、ニコラスを含む6隻が混乱の中座礁した。ニコラス艦長ハーバート・ロッシュ少佐は艦の損失を防ぐため最善を尽くしたが、船体は流れに押し流され、ゆっくりと後方に漂流した。
その夜一晩中乗組員は艦の復旧を試みた。しかしながら翌朝波は激しくなり、ニコラスの状況は深刻なものとなる。艦長は艦の放棄を決定し、全乗組員に命じられた。7隻の駆逐艦が失われ、23名が死亡した。ニコラスを含む7隻は1923年10月26日に退役とされ、11月20日に除籍された。多くの復旧計画が不成功に終わった後、結局駆逐艦は1925年10月19日にカリフォルニア州オークランドのロバート・J・スミスに売却された。いくつかの設備は船体から回収されたが、船体は「太平洋の墓場」に置かれた。この事故は「ホンダポイント遭難事件」として知られている。